# 女賭博師壷くらべ
『女賭博師壷くらべ』（おんなとばくしつぼくらべ）は、1970年2月21日に公開された、任侠映画、製作会社は大映東京撮影所。監督は井上芳夫、江波杏子主演。江波主演の『女賭博師シリーズ』全17作品のうち、第16弾。
ヤクザの罠により、銀子の父は殺された、父親の仇討をするため、銀子が旅をする姿を描いた作品。

## 配役
- 江波杏子 : 大滝銀子
- 丸山明宏 : 竜神のお松
- 成田三樹夫 : 浅越精次
- 真山知子 : 永瀬ゆき
- 高橋昌也 : 前川毅
- 北竜二 : 瀬戸口仁平
- 園井啓介 : 松岡辰三
- 大川修 : 矢野五郎
- 三夏伸 : 加島
- 花布辰男 : 大滝倉吉
- 篠田三郎 : 竹中稔
- 北城寿太郎 : 大門直
- 早川雄三 :松木浩造
- 佐伯勇 : 田上二郎
- 関敬六 : 竹中仙吉
- 桜京美 : 竹中貞代
- 谷謙一 : 金政秀一
- 前田五郎 : 古川
- 目黒幸子 : 下宿のおかみ
- 中田勉 : 魚市場の会計主任
- 飛田喜佐夫 : 魚市場の賭場中盆
- 森田健二 : 中井
- 藤井竜史 : 鈴賀
- 八並映子 : ホステス
- 津山由起子 : ホステス
- 上野山功一 : 小倉弥三郎
- 成田三樹夫 : 浅越精次

## スタッフ
- 監督：井上芳夫
- 脚本：高岩肇、井上芳夫
- 企画 : 斎藤米二郎
- 撮影：小林節雄
- 音楽：鏑木創
- 美術：高橋康一
- 編集：中静達治
- 主題歌 : 「銀子の歌」、「いのちの花ブルース」: 江波杏子[6]

## 併映作品
- 『玄海遊侠伝 破れかぶれ』: マキノ雅弘監督